# Kasinoekonomin
Kasinoekonomin kallas överhettningen i den finländska ekonomin i slutet av 1980-talet. Benämningen myntades av chefen för bankinspektionen Jussi Linnamo. 
Den finländska ekonomin var fram till slutet av 1980-talet skyddad i många avseenden: den bilaterala östhandeln erbjöd många företag säkra marknader, lantbruket förlitade sig på statens subventioner och hemmamarknaden dominerades av några få partiaffärer.
Finländarna drogs i slutet av 1980-talet med av en tidigare icke skådad högkonjunktur. Man glömde gamla ekonomiska visdomar, och den nya yuppiegenerationen inbillade sig att ett lån är den bästa investeringen. Placerare som hade blivit rika över en natt skapade intrycket av att vem som helst kunde göra sig en förmögenhet genom spekulationer på börsen och med fastighetsaffärer. Kreditmedlen som bankerna strödde omkring sig plöjdes ned i alla slags fjällhotell, tropiska bad och inköpsparadis.
Bostadspriserna steg till skyarna. Tiotusentals hushåll blev svårt skuldsatta, och oftast var orsaken ett alltför stort bostadslån, i värsta fall att man hade råkat i fällan med två bostäder på hand. Den verkliga "konsumtionsfesten" firades i alla fall av endast ett fåtal.
Högkonjunkturen fick ett abrupt slut i början av 1990-talet, och fall följde på uppgång: totalproduktionen minskade 1991 med hela 6,5 %, och inom industrin var nedgången inte mindre än 10 %. De ekonomiska nyheterna började domineras av konkurser, massarbetslöshet och bankkrisen. Statens skuldbörda ökade i så hisnande takt, att upprätthållandet av den nordiska välfärdsstaten ledde till en finanskris. Depressionen kom överraskande även för expertisen, men det är lätt att inse varpå den berodde. Det var dels fråga om olyckliga sammanträffanden, som Finland inte rådde för, dels misstag begångna inom den ekonomiska politiken i hemlandet.
Då kreditdisciplinen i bankerna luckrades upp och värdet på fastigheterna vilka accepterats som säkerhet kollapsade, minskade bankernas soliditet dramatiskt. Bankkrisen drabbade sparbanksgruppen hårdast, eftersom den hade beviljat mest riskkrediter. Sparbankernas centralaktiebank, Skopbank, drevs efter kreditförluster i miljardklassen i praktiken i konkurs, och Finlands Bank blev tvungen att överta den hösten 1991. Ett år senare drevs det "röda kapitalets" flaggskepp Arbetarsparbanken  i armarna på Kansallis-Osake-Pankki. De största affärsbankerna Föreningsbanken i Finland  och KOP fusionerades vintern 1995 under namnet Merita.
Många sådana organisationer och sammanslutningar som inte borde ha haft någonting med börsspekulation och fastighetsaffärer att göra föll offer för kasinoekonomin. Vidare gick bland annat Finlands näst största fackliga centralorganisation, Tjänstemannaorganisationernas centralförbund (TOC) i konkurs.
Det "röda kapitalet" som arbetarrörelsen hopbringat försvann nästan helt. Den ovannämnda Arbetarsparbanken, Ekakoncernen, Kansakoncernen, byggföretaget Haka, Andelsaffären Elanto och andra företag försattes den ena efter den andra i konkurs eller i skuldsanering. Mindre bemedlade finländares besparingar försvann på ett ögonblick. Även Finlands kommunistiska parti gjorde sig av med sin förmögenhet på hundratals miljoner mark i "kasinospelet" och försattes i konkurs. Det att kommunisternas ägda Kulturhuset i Helsingfors gick våren 1994 under klubban på exekutiv auktion.
Arbetslösheten överskred år 1993 två förfärliga rekordnivåer: en halv miljon finländare, eller 20 % av arbetskraften, gick utan arbete. När det var som värst fanns det lika många arbetslösa som Finland hade män i vapen under fortsättningskriget. Bankkrisen och arbetslösheten framkallade ett väldigt underskott i statsfinanserna, ett underskott som måste täckas med krediter. År 1993 var underskottet hela 40 %. Trots detta var man tvungen att skära ned statens utgifter, vilket ledde till talrika uppsägningar även inom den offentliga sektorn. Spiralen hade därmed uppstått.
Efter två devalveringar 1992 och beslutet att låta marken flyta fritt blev den finländska industrins konkurrensförmåga avsevärt bättre. Exporten repade sig 1993, bytesbalansen blev bättre och skuldsättningstakten avtog. Regeringen Ahos försäkringar till trots förmådde den ökande exporten dock inte nämnvärt förbättra sysselsättningssiffrorna. Exportindustrin utgjorde endast en femtedel av hela folkhushållet. Företagen använde därtill exportintäkterna till att betala av på sina skulder, och investeringar som hade skapat nya arbetsplatser såg man mindre än väntat av. Trots att sysselsättningsläget under de följande åren blev något bättre, föreföll massarbetslösheten att ha kommit för att stanna.